# Ricardo Lagorio
Ricardo Ernesto Lagorio (7 de marzo de 1955) es un diplomático argentino, Ex- embajador de Argentina ante la Federación Rusa.

## Carrera
Es licenciado en ciencia política y relaciones internacionales de la Pontificia Universidad Católica Argentina Santa María de los Buenos Aires y candidato doctoral en ciencias políticas en la Universidad de la Ciudad de Nueva York.
A lo largo de su carrera diplomática, desempeñó funciones en la misión argentina ante la Organización de las Naciones Unidas (1982-1989) y en la embajada argentina en Washington D. C. (2000-2003). En 1993 fue jefe de gabinete del ministro de defensa Antonio Erman González, y entre enero de 1994 y agosto de 1996, fue subsecretario de Política y Estrategia del Ministerio de Defensa.
Entre 2003 y 2007 fue asesor en política exterior del vicepresidente Daniel Scioli. Entre diciembre de 2015 y mayo de 2017 fue director de Planeamiento y Análisis Estratégico del Ministerio de Relaciones Exteriores y Culto. En abril de 2017 fue designado embajador en Rusia. Presentó sus cartas credenciales ante Vladímir Putin el 3 de octubre de ese año. También es embajador concurrente en Bielorrusia, Kazajistán, Turkmenistán y Uzbekistán.
Ha sido además, profesor de relaciones internacionales y política exterior argentina en la Universidad de Buenos Aires y la Universidad Católica Argentina. Es miembro del Consejo Académico de la Escuela de Política, Gobierno y Relaciones Internacionales de la Universidad Austral, y miembro consejero del Consejo Argentino para las Relaciones Internacionales (CARI).
En 2018 recibió un diploma al mérito de la Fundación Konex en la categoría diplomáticos.